# Jiesia
Jiesia je řeka ve střední Litvě, teče v okresech Marijampolė, Prienai a Kaunas. Pramení u vsi Dambava 12 km na východ od Marijampolė. Teče převážně směrem severovýchodním, jen na dolním toku severním. Do Němenu se vlévá v Kaunasu u hradiště Jiesios piliakalnis jako jeho levý přítok 214,5 km od jeho ústí.

## Přítoky
- Levé:

| Hydrologické pořadí | Řeka       | Délka (km) | Povodí (km²) | Vzdálenost od ústí (km) | Ústí kde | Koordináty ústí |
| ------------------- | ---------- | ---------- | ------------ | ----------------------- | -------- | --------------- |
| 10011511            | Eglinis    | 5,0        | 3,5          | 58,3                    |          |                 |
| 10011512            | Mergašilis | 3,1        | 2,8          | 58,0                    |          |                 |
| 10011514            | J - 11     | 2,3        | 2,5          | 56,8                    |          |                 |
| 10011516            | J - 9      | 2,3        | 2,5          | 53,7                    |          |                 |
| 10011518            | J - 7      | 2,2        | 1,2          | 51,6                    |          |                 |
| 10011519            | Ožupis     | 6,2        | 6,6          | 42,4                    |          |                 |
| 10011523            | Rūdupis    | 4,9        | 4,7          | 38,7                    |          |                 |
| 10011524            | Graižė     | 6,3        | 11,8         | 38,3                    |          |                 |
| 10011525            | Viemuonia  | 8,4        | 22,6         | 35,8                    |          |                 |
| 10011533            | J - 5      | 3,0        | 2,4          | 34,2                    |          |                 |
| 10011534            | Skerdupis  | 4,5        | 3,6          | 31,8                    |          |                 |
| 10011535            | Beržupis   | 6,0        | 4,6          | 30,3                    |          |                 |
| 10011536            | Rudė       | 9,8        | 28,3         | 26,2                    |          |                 |
| 10011555            | Šlapakšna  | 11,1       | 25,7         | 16,3                    |          |                 |
| 10011561            | J - 3      | 2,9        | 1,6          | 15,0                    |          |                 |
| 10011562            | Kumė       | 5,6        | 12,0         | 11,2                    |          |                 |
| 10011564            | Aukštažys  | 5,9        | 8,7          | 10,2                    |          |                 |
| 10011571            | Maišys     |            |              | 9,1                     |          |                 |
| 10011561            | J - 1      | 3,0        | 3,1          | 3,3                     |          |                 |
| 10011573            | Sąnaša     | 5,2        | 7,2          | 0,7                     |          |                 |

- Pravé:

| Hydrologické pořadí | Řeka        | Délka (km) | Povodí (km²) | Vzdálenost od ústí (km) | Ústí kde | Koordináty ústí |
| ------------------- | ----------- | ---------- | ------------ | ----------------------- | -------- | --------------- |
| 10011513            | Zampčupelis | 2,1        | 3,0          | 57,0                    |          |                 |
| 10011515            | Menčtrakis  | 1,6        | 1,7          | 56,3                    |          |                 |
| 10011517            | J - 4       | 3,4        | 3,8          | 53,4                    |          |                 |
| 10011521            | J - 2       | 1,7        | 3,9          | 41,8                    |          |                 |
| 10011522            | Lašaša      | 5,4        | 9,6          | 40,5                    |          |                 |
| 10011531            | Juodupė     | 4,0        | 23,5         | 34,6                    |          |                 |
| 10011539            | Šventupė    | 13,0       | 73,9         | 34,6                    |          |                 |
| 10011549            | Girmuonys   | 11,9       | 49,0         | 18,1                    |          |                 |
| 10011565            | Vyčius      | 19,4       | 50,7         | 9,9                     |          |                 |

## Minulost
Jiesia (Jusse) je zmiňována již ve 14. století v popisu cest křižáků.